# Mycula mossakowskii
Mycula mossakowskii is een spinnensoort in de taxonomische indeling van de hangmatspinnen (Linyphiidae).
Het dier behoort tot het geslacht Mycula. De wetenschappelijke naam van de soort werd voor het eerst geldig gepubliceerd in 1994 door Schikora.